# Basiothia bifasciata
Basiothia bifasciata är en fjärilsart som beskrevs av Paul Mabille 1879. Basiothia bifasciata ingår i släktet Basiothia och familjen svärmare. Inga underarter finns listade i Catalogue of Life.